# Gustavo Ross
Gustavo Ross Santa María (Valparaíso, 16 de junio de 1879-Santiago, 5 de abril de 1961) fue un político y financista chileno, hizo su fortuna en la bolsa internacional. Miembro del Partido Liberal (PL), se desempeñó como gerente de la Compañía Carbonífera Arauco. Además ejerció como ministro de Hacienda durante la segunda administración del presidente Arturo Alessandri, desde 1932 hasta 1937.

## Familia
Fue hijo del financista Jorge Ross Edwards, quien se dedicaba a las negociaciones mineras y bancarias, además fue director del Banco Edwards, y de Lucía Santa María Carrera. Era sobrino de Agustín Ross, Federico Santa María Carrera y de Juana Ross Edwards. Estuvo casado con María de la Luz Ossa Concha, hija de Luis Gregorio Ossa Browne, convencional por el Partido Conservador en 1918. Con su matrimonio tuvo tres hijos: María de la Luz; Jorge Gustavo del Carmen del Sagrado Corazón (ingeniero químico) y Gustavo.

## Vida política
El 24 de diciembre de 1932, fue designado como ministro de Hacienda en el marco del segundo gobierno del presidente Arturo Alessandri. En ese cargo fue clave para sacar a Chile de la Gran Depresión de los años 1930, ejerció esa función hasta el 29 de marzo de 1937.
Fue apodado como el mago de la finanzas a partir de 1932 gracias a sus habilidades para superar la crisis económica de Chile en ese entonces y fue nombrado el ministro del Hambre por los opositores al gobierno de Alessandri.
Tras de dejar el Ministerio, fue candidato presidencial de la derecha liberal-conservadora en la elección de 1938, pero fue derrotado por el radical Pedro Aguirre Cerda, obteniendo el 48%, dadas las nuevas circunstancias después de la matanza del Seguro Obrero. Se retiró de la vida pública hasta su muerte en 1961.

## Canción de la campaña política
Durante su campaña política se cantaba la frase "A Ross queremos" (que suena exactamente igual que "arroz queremos") con la entonación de la canción brasileña Mamá yo quiero, para cantarla como:
A Ross queremos, a Ross queremos

A Ross queremos llevar.

Porque creemos, porque creemos

Que se merece el sillón presidencial.
Echaron mano también de un himno que se cantaba en las iglesias: A Dios queremos para transformarlo y apoyar la candidatura rossista:
A Ross queremos en las escuelas,

en el trabajo, y en el hogar...
Los frentistas replicaron con el eslogan "si a Ross tenemos, arroz no tendremos".
Él mando a construir el Castillo Ross en Viña del Mar, al arquitecto Alberto Cruz Montt. Perteneció al Club de la Unión y llegó a ser su presidente.

## Ministerio de Hacienda

### Pensamiento Económico
Se definía como proteccionista y con el ideal de fortalecer el rol del estado en la economía a base de aranceles además con fomento a la producción a pesar de que pertenecía al colectivo liberal.

### Contexto
Antes de asumir, Chile estaba asumido en un gran crisis política con gobiernos efímeros y crisis económicas debido a que aun no se recuperaba del crack del 29.

### Medidas
Debido a la dependencia del salitre en Chile en ese tiempo. La reducción de ventas generaba un gran peso a la economía, con el fin de mejorar la situación se decidió reorganizar la industria salitrera con la creación de  Corporación de Ventas de Salitre y Yodo remplazando al fracaso de la COSACH. 
Como plan de gobierno Gustavo Ross generó bastante fomento a los bienes de consumo como el transporte civil e industrial, manufacturas, etc., generando resultados positivos creciendo bastante rápido. Además contribuyo con la creación de bastantes obras públicas ,el aumento a los aranceles, la nacionalización de empresas, el alza a los impuestas sectoriales y la reducción de la inflación gracias a la disminución de la impresión de billetes de forma lenta pero segura (databa de la república socialista chile la fuerte impresión de billetes). Con todas estas medidas se pudo resolver los importantes problemas económicos que tenía Chile.

### Legado
Por sus grandes resultados en resolver la crisis económica le llamaban el "mago de las finanzas" pero por las nulas ayuda al proletariado lo llamaban "el ministerio del hambre".

## Historial electoral

### Elección presidencial de 1938
- Elección presidencial de 1938, candidato para la presidencia de la República

| Candidato                | Pacto                       | Partido         | Votos   | %    | Resultado  |
| ------------------------ | --------------------------- | --------------- | ------- | ---- | ---------- |
| Pedro Aguirre Cerda      | Frente Popular              | Partido Radical | 222 720 | 50,1 | Presidente |
| Gustavo Ross Santa María | Liberal-Conservador         | Partido Liberal | 218 609 | 49,2 |            |
| Carlos Ibáñez del Campo  | Alianza Popular Libertadora | Independiente   | 112     | 0,02 |            |